# Listă de jocuri video de rol din 2018–2019
Acesta este un index cuprinzător al jocurilor video de rol comerciale, sortate cronologic după anul apariției. Informațiile referitoare la data lansării, dezvoltatorul, editura, sistemul de operare, subgenul și notabilitatea sunt furnizate acolo unde sunt disponibile. Tabelul poate fi sortat făcând clic pe casetele mici de lângă titlurile coloanelor. Această listă nu include MUD-uri sau MMORPG-uri. Include jocuri roguelike, de acțiune și tactice (timp real).

Aceasta este o listă de jocuri video de rol din 2018 – 2019.

## Legendă
| Platforme de jocuri video |
| ------------------------- |

| 3DS   | Nintendo 3DS                   |
| CROSS | Cross-platform                 |
| DROI  | Platforma nu este recunoscută. |
| iOS   | iOS                            |

| LIN | Linux                          |
| MAC | Macintosh / Mac OS             |
| NX  | Platforma nu este recunoscută. |
| PS4 | Platforma nu este recunoscută. |

| PSV  | Platforma nu este recunoscută. |
| WIN  | Microsoft Windows              |
| XOne | Platforma nu este recunoscută. |
|      |                                |

| 3DS   | Nintendo 3DS                   |
| CROSS | Cross-platform                 |
| DROI  | Platforma nu este recunoscută. |
| iOS   | iOS                            |

| LIN | Linux                          |
| MAC | Macintosh / Mac OS             |
| NX  | Platforma nu este recunoscută. |
| PS4 | Platforma nu este recunoscută. |

| PSV  | Platforma nu este recunoscută. |
| WIN  | Microsoft Windows              |
| XOne | Platforma nu este recunoscută. |
|      |                                |

| Tipuri de lansări |
| ----------------- |

| Rerel  | Jocul a fost relansat pe aceeași platformă cu modificări minore sau fără modificări.                                                                                     |
| Port   | Jocul a apărut pentru prima dată pe o altă platformă. Este la fel ca originalul, cu puține sau deloc diferențe.                                                          |
| Remake | Jocul este un remake îmbunătățit al celui original, lansat pe aceeași platformă sau pe o platformă diferită, cu modificări ale graficii, sunetului și/sau gameplay-ului. |
| Compl  | O compilație, antologie sau colecție de mai multe titluri, de obicei (dar nu întotdeauna) aparținând aceleiași serii.                                                    |
| Limit  | O lansare specială (numită adesea Limited sau Collector’s Edition) cu material bonus de colecție. Adesea este furnizată persoanelor care pre-comandă un joc.             |

| Rerel  | Jocul a fost relansat pe aceeași platformă cu modificări minore sau fără modificări.                                                                                     |
| Port   | Jocul a apărut pentru prima dată pe o altă platformă. Este la fel ca originalul, cu puține sau deloc diferențe.                                                          |
| Remake | Jocul este un remake îmbunătățit al celui original, lansat pe aceeași platformă sau pe o platformă diferită, cu modificări ale graficii, sunetului și/sau gameplay-ului. |
| Compl  | O compilație, antologie sau colecție de mai multe titluri, de obicei (dar nu întotdeauna) aparținând aceleiași serii.                                                    |
| Limit  | O lansare specială (numită adesea Limited sau Collector’s Edition) cu material bonus de colecție. Adesea este furnizată persoanelor care pre-comandă un joc.             |

| Note despre genuri |
| ------------------ |

| Action RPG   | Joc video de rol de acțiune.              |
| Tactical RPG | Joc video de rol tactic.                  |
| Roguelike    | Roguelike.                                |
| MMORPG       | Joc de rol cu multiplayer online în masă. |
| MUD          | MUD.                                      |

| FPS/RPG | Shooter first-person / Joc video de rol hibrid (Joc video de rol shooter).                            |
| RTS/RPG | Joc de strategie în timp real / Joc video de rol hibrid (Joc video de rol de strategie în timp real). |
| WRPG    | Joc de rol în stil western.                                                                           |
| JRPG    | Joc de rol în stil japonez.                                                                           |
| Eroge   | Joc japonez cu conținut erotic.                                                                       |

| Action RPG   | Joc video de rol de acțiune.              |
| Tactical RPG | Joc video de rol tactic.                  |
| Roguelike    | Roguelike.                                |
| MMORPG       | Joc de rol cu multiplayer online în masă. |
| MUD          | MUD.                                      |

| FPS/RPG | Shooter first-person / Joc video de rol hibrid (Joc video de rol shooter).                            |
| RTS/RPG | Joc de strategie în timp real / Joc video de rol hibrid (Joc video de rol de strategie în timp real). |
| WRPG    | Joc de rol în stil western.                                                                           |
| JRPG    | Joc de rol în stil japonez.                                                                           |
| Eroge   | Joc japonez cu conținut erotic.                                                                       |

## Lista
| An                  | Titlu                                            | Dezvoltator                          | Editură                                   | Setări                      | Platformă                                  | Subgen   | Serie/Note                      | Țara de origine |           |
| ------------------- | ------------------------------------------------ | ------------------------------------ | ----------------------------------------- | --------------------------- | ------------------------------------------ | -------- | ------------------------------- | --- | --------- |
| 2018 (WW)           | Fallout 76                                       | Bethesda Game Studios                | Bethesda Softworks                        | Fantezie                    | CROSS (WIN, PS4, XOne)                     | Original | ARPG                            | Prequel | SUA       |
| 2018 (WW)           | Monster Hunter: World                            | Capcom                               | Capcom                                    | Fantezie                    | CROSS (PS4, XOne, WIN)                     | Original | Action RPG                      | A cincea parte din seria Monster Hunter. | Japonia   |
| 2018 (WW)           | Legrand Legacy: Tale of the Fatebounds           | SEMISOFT                             | Another Indie                             | Fantezie                    | WIN                                        | Original | Turn-based, JRPG                | - | Indonezia |
| 2018 (WW)           | Monster Hunter: World                            | Capcom                               | Capcom                                    | Fantezie                    | CROSS (PS4, XOne, WIN)                     | Original | Action RPG                      | A cincea parte din seria Monster Hunter . | Japonia   |
| 2018 (JP) 2019 (WW) | Death end re;Quest                               | Compile Heart, Idea Factory          | Idea Factory                              | Sci-fi                      | CROSS (PS4, WIN)                           | Original | Turn-based, JRPG                | - | Japonia   |
| 2018 (WW)           | Metal Max Xeno                                   | Kadokawa Games, Cattle Call, 24Frame | Kadokawa Games (JP), NIS America (NA, EU) | Post-apocalyptic            | CROSS (PS4, PSV)                           | Original | Turn-based, JRPG                | A șasea parte din seria Metal Max. | Japonia   |
| 2018 (WW)           | Pillars of Eternity II: Deadfire                 | Obsidian Entertainment               | Versus Evil                               | Fantezie                    | CROSS (LIN, WIN, MAC)                      | Original | CRPG                            | Sequel al Pillars of Eternity. | US        |
| 2018 (WW)           | Octopath Traveler                                | Square Enix, Acquire                 | Square Enix                               | Fantezie                    | NX                                         | Original | Turn-based, JRPG                | - | Japonia   |
| 2018 (JP) 2019 (WW) | Etrian Odyssey Nexus                             | Atlus                                | Atlus                                     | Fantezie                    | 3DS                                        | Original | Turn-based, dungeon crawl, JRPG | A șasea parte din seria Etrian Odyssey. | Japonia   |
| 2018 (JP) 2019 (WW) | SaGa: Scarlet Grace - Ambitions                  | Square Enix, Studio Reel             | Square Enix                               | Fantezie                    | CROSS (PS4, WIN, NX, DROI, iOS)            | Port     | Turn-based, Sandbox             | Portare a SaGa: Scarlet Grace, lansat inițial în 2016 pentru PlayStation Vita. Face parte din seria SaGa.                                                                   | Japonia   |
| 2018 (WW)           | Jimmy and the Pulsating Mass                     | Kasey Ozymy                          | Kasey Ozymy                               | Sci-fi                      | WIN                                        | Original | Turn-based, JRPG                | - | US        |
| 2018 (WW)           | Atelier Rorona: The Alchemist of Arland DX       | Gust                                 | Koei Tecmo                                | Fantezie                    | CROSS (PS4, NX, WIN)                       | Port     | Turn-based, JRPG                | Portare a Atelier Rorona Plus, o refacere a Atelier Rorona original lansat în 2013 pentru PlayStation 3.                                                                    | Japonia   |
| 2018 (WW)           | Atelier Totori: The Adventurer of Arland DX      | Gust                                 | Koei Tecmo                                | Fantezie                    | CROSS (PS4, NX, WIN)                       | Port     | Turn-based, JRPG                | Portare a Atelier Totori Plus - Atelier Totori lansat în 2012 pentru PlayStation Vita.                                                                                      | Japonia   |
| 2018 (WW)           | Atelier Meruru: The Apprentice of Arland DX      | Gust                                 | Koei Tecmo                                | Fantezie                    | CROSS (PS4, NX, WIN)                       | Port     | Turn-based, JRPG                | Portare a Atelier Meruru Plus - Atelier Meruru lansat în 2013 pentru PlayStation Vita.                                                                                      | Japonia   |
| 2018 (WW)           | Atelier Arland Series Deluxe Pack                | Gust                                 | Koei Tecmo                                | Fantezie                    | CROSS (PS4, NX, WIN)                       | Comp     | Turn-based, JRPG                | Compilație a Atelier Rorona: The Alchemist of Arland DX, Atelier Totori: The Adventurer of Arland DX și Atelier Meruru: The Apprentice of Arland DX, disponibil si separat. | Japonia   |
| 2018 (JP)           | The Legend of Heroes: Trails of Cold Steel IV    | Nihon Falcom                         | Nihon Falcom                              | Science fantasy             | PS4                                        | Original | Turn-based, JRPG                | A paisprezecea parte din seria The Legend of Heroes, a noua din sub-seria „Trails” și a patra și ultima din arcul „Trails of Cold Steel”.                                   | Japonia   |
| 2018 (JP) 2019 (WW) | Dragon Star Varnir                               | Compile Heart                        | Idea Factory                              | Fantezie                    | PS4                                        | Original | Turn-based, JRPG                | - | Japonia   |
| 2018 (WW)           | Infinite Adventures                              | Stormseeker Games                    | Stormseeker Games                         | Fantezie                    | CROSS (PS4, XOne, WIN)                     | Original | Turn-based, dungeon crawl, JRPG | - | US        |
| 2018 (WW)           | Pokémon: Let's Go, Pikachu!                      | Game Freak                           | Nintendo                                  | Fantezie                    | NX                                         | Remake   | Turn-based, Monster raising     | Refaceri ale Pokémon Yellow, lansat inițial în 1998 pentru Game Boy. Parte a generației a 7-a a seriei Pokémon                                                              | Japonia   |
| 2018 (WW)           | Pokémon: Let's Go, Eevee!                        | Game Freak                           | Nintendo                                  | Fantezie                    | NX                                         | Remake   | Turn-based, Monster raising     | Refaceri ale Pokémon Yellow, lansat inițial în 1998 pentru Game Boy. Parte a generației a 7-a a seriei Pokémon                                                              | Japonia   |
| 2018 (JP) 2019 (WW) | Persona Q2: New Cinema Labyrinth                 | Atlus                                | Atlus                                     | Urban fantasy               | 3DS                                        | Original | Turn-based, dungeon crawl, JRPG | Spin-off al seriei Persona, cu personaje din Persona 3, Persona 4 și Persona 5.                                                                                             | Japonia   |
| 2018 (JP) 2019 (WW) | SaGa: Scarlet Grace - Ambitions                  | Square Enix, Studio Reel             | Square Enix                               | Fantezie                    | CROSS (PS4, NX, WIN, DROI, iOS)            | Port     | Turn-based, Sandbox             | Portare a SaGa: Scarlet Grace, original lansat în 2016 pentru PlayStation Vita.                                                                                             | Japonia   |
| 2019 (WW)           | Legrand Legacy: Tale of the Fatebounds           | SEMISOFT                             | Another Indie                             | Fantezie                    | CROSS (PS4, XOne, NX)                      | Port     | Turn-based, JRPG                | Portare a jocului Windows din 2018. | Indonezia |
| 2019 (WW)           | Kingdom Hearts III                               | Square Enix                          | Square Enix                               | Crossover                   | CROSS (PS4, XOne)                          | Original | Action RPG                      | Parte a seriei Kingdom Hearts. | Japonia   |
| 2019 (WW)           | Atelier Lulua: The Scion of Arland               | Gust                                 | Koei Tecmo                                | Fantezie                    | CROSS (PS4, NX, WIN)                       | Orig     | Turn-based, JRPG                | A douăzecea parte principală în seria Atelier și a patra în subseria Arland.                                                                                                | Japonia   |
| 2019 (WW)           | Octopath Traveler                                | Square Enix, Acquire                 | Square Enix                               | Fantezie                    | WIN                                        | Port     | Turn-based, JRPG                | Portare a jocului din 2018 pentru Nintendo Switch. | Japonia   |
| 2019 (WW)           | Fire Emblem: Three Houses                        | Intelligent Systems, Koei Tecmo      | Nintendo                                  | Fantezie                    | NX                                         | Original | Tactical RPG                    | A șaisprezecea parte din seria Fire Emblem. | Japonia   |
| 2019 (WW)           | Children of Morta                                | Dead Mage                            | 11 Bit Studios                            | Fantezie                    | CROSS (PS4, NX, XOne, WIN)                 | Original | Action RPG                      | - | Iran      |
| 2019 (WW)           | Monster Hunter World: Iceborne                   | Capcom                               | Capcom                                    | Fantezie                    | CROSS (PS4, XOne, WIN)                     | Original | Action RPG                      | Expansiune pentru Monster Hunter: World. | Japonia   |
| 2019 (WW)           | Atelier Ryza: Ever Darkness & the Secret Hideout | Gust                                 | Koei Tecmo                                | Fantezie                    | CROSS (PS4, NX, WIN)                       | Original | Turn-based, JRPG                | A 21-a parte principală a seriei Atelier. | Japonia   |
| 2019 (WW)           | Code Vein                                        | Bandai Namco Entertainment           | Bandai Namco Entertainment                | Post-apocaliptic            | CROSS (PS4, XOne, WIN)                     | Original | Action RPG                      | - | Japonia   |
| 2019 (WW)           | Indivisible                                      | Lab Zero Games                       | 505 Games                                 | Fantezie                    | CROSS (LIN, WIN, MAC, PS4, XOne, NX)       | Original | Action RPG                      | Conține elemente din jocurile de platformă. | SUA       |
| 2019 (WW)           | Dragon Star Varnir                               | Compile Heart                        | Idea Factory                              | Fantezie                    | WIN                                        | Port     | Turn-based, JRPG                | Portare a jocului din 2018 pentru PlayStation 4. | Japonia   |
| 2019 (WW)           | Romancing SaGa 3                                 | Square                               | Square Enix                               | Fantezie                    | CROSS (PS4, XOne, NX, PSV, WIN, DROI, iOS) | Port     | Turn-based, Sandbox             | Portare a jocului din 1995 pentru Super Famicom. Parte a seriei SaGa. | Japonia   |
| 2019 (WW)           | Pokémon Sword                                    | Game Freak                           | Nintendo                                  | Fantezie                    | NX                                         | Original | Turn-based, Monster raising     | Parte din a opta generație din seria Pokémon. | Japonia   |
| 2019 (WW)           | Pokémon Shield                                   | Game Freak                           | Nintendo                                  | Fantezie                    | NX                                         | Original | Turn-based, Monster raising     | Parte din a opta generație din seria Pokémon. | Japonia   |
| 2019 (WW)           | Star Ocean: First Departure R                    | Tose                                 | Square Enix                               | Science fantasy             | CROSS (PS4, NX)                            | Port     | Action RPG, Roguelike           | Portare a Star Ocean: First Departure, o refacere a Star Ocean original lansat în 2007 pentru PlayStation Portable.                                                         | Japonia   |
| 2019 (WW)           | Paranoia: Happiness is Mandatory                 | Cyanide Studio, Black Shamrock       | Bigben Interactive                        | Sci-fi                      | WIN                                        | Original | CRPG                            | Bazat pe tabletop RPG Paranoia. | Franța    |
| 2019 (WW)           | Disco Elysium                                    | ZA/UM                                | ZA/UM                                     | modern; istorie alternativă | WIN                                        | Original | CRPG                            | lansarea inițială pentru WIN a fost în 2019 | Estonia   |